# Opocapsis dioctrioides
Opocapsis dioctrioides là một loài ruồi trong họ Asilidae. Opocapsis dioctrioides được Walker miêu tả năm 1858.